# Powelliphanta
Powelliphanta — рід наземних легеневих молюсків родини Rhytididae.

## Назва
Описаний у 1945 році як підрід у роді Paryphanta. Названий на честь новозеландського малаколога Артура Павелла.

## Поширення
Усі представники роду є ендеміками Нової Зеландії.

## Опис
Найбільший представник роду - Powelliphanta superba, сягає завдовжки 9 см та важить 90 г. Забарвлення раковини різних видів - від жовтого, червоного та коричневого до чорного.

## Спосіб життя
Наземний хижий равлик. Активний вночі, вдень ховається у темних, вологих місцях. Полює на хробаків та молюсків меншого розміру. У рік відкладає лише 5-10 яєць, овальної форми, завдовжки 12-14 мм.

## Види
- Powelliphanta annectens
- Powelliphanta augusta
- Powelliphanta fiordlandica
- Powelliphanta gilliesi
- Powelliphanta hochstetteri
- Powelliphanta lignaria
- Powelliphanta marchanti
- Powelliphanta patrickensis
- Powelliphanta rossiana
- Powelliphanta spedeni
- Powelliphanta superba
- Powelliphanta traversi